# Hartley Wintney
Hartley Wintney es una parroquia civil y un pueblo del distrito de Hart, en el condado de Hampshire (Inglaterra).

## Geografía
Según la Oficina Nacional de Estadística británica, Hartley Wintney tiene una superficie de 21,81 km².

## Demografía
Según el censo de 2001, Hartley Wintney tenía 4843 habitantes (48,63% varones, 51,37% mujeres) y una densidad de población de 222,05 hab/km². El 19,06% eran menores de 16 años, el 72,25% tenían entre 16 y 74 y el 8,69% eran mayores de 74. La media de edad era de 41,24 años. Del total de habitantes con 16 o más años, el 21,2% estaban solteros, el 62,04% casados y el 16,76% divorciados o viudos.
El 92,38% de los habitantes eran originarios del Reino Unido. El resto de países europeos englobaban al 2,6% de la población, mientras que el 5,02% había nacido en cualquier otro lugar. Según su grupo étnico, el 98,18% eran blancos, el 0,85% mestizos, el 0,43% asiáticos, el 0,23% negros, el 0,21% chinos y el 0,1% de cualquier otro. El cristianismo era profesado por el 79,62%, el budismo por el 0,12%, el hinduismo por el 0,08%, el judaísmo por el 0,08%, el islam por el 0,17% y cualquier otra religión, salvo el sijismo, por el 0,25%. El 13,59% no eran religiosos y el 6,09% no marcaron ninguna opción en el censo.
2428 habitantes eran económicamente activos, 2366 de ellos (97,45%) empleados y 62 (2,55%) desempleados. Había 2047 hogares con residentes, 65 vacíos y 14 eran alojamientos vacacionales o segundas residencias.